# 1160
Năm 1160 trong lịch Julius.